# Понта-ду-Паргу
Понта-ду-Паргу (порт. Ponta do Pargo) — район (фрегезия) в Португалии, входит в округ Мадейра. Расположен на острове Мадейра. Является составной частью муниципалитета Кальета. Население составляет 1145 человек на 2001 год. Занимает площадь 22,00 км².